# William Edward Ayrton
William Edward Ayrton (14. září 1847, Londýn – 8. listopadu 1908, Londýn) byl britský fyzik, elektrotechnik a vynálezce.

## Život a dílo
Ayrton se narodil v Londýně jako syn advokáta Edwarda Nugenta Ayrtona. Po studiích matematiky na universitě v Londýně studoval elektrotechniku v Glasgowě, kde byl jedním z jeho pedagogů lord Kelvin. 
V letech 1868–1872 pobýval v Bengálsku, kde získal práci v koloniální správě Britské Indie. Modernizoval telegrafní spojení v této oblasti. Vynalezl metodu detekce poruch ve vedení, což bylo velmi přínosné pro údržbu pozemní komunikační sítě. Během dovolené se v roce 1871 v Anglii oženil se svou sestřenicí Matildou Chaplinovou, která byla jednou z prvních studentek medicíny na Edinburské univerzitě (členka Edinburské sedmičky). Měli spolu dceru Edith.
V roce 1873 Ayrton přijal pozvání od japonské vlády, aby se podílel na vybudování nové Císařské inženýrské akademie v Tokiu. Radil architektovi akademie s návrhem laboratoře elektrotechniky a demonstračních místností. Na univerzitě působil jako profesor přírodní filozofie a telegrafie do roku 1879. Je mu připisováno zavedení elektrické obloukové lampy do Japonska v roce 1878. Posléze pracoval několik měsíců jako poradce ve Freetownu v Sierra Leone, než se vrátil do Londýna.
Po návratu do Londýna se Ayrton stal profesorem aplikované fyziky na Technickém institutu (City and Guilds of London Technical Institute) a v roce 1884 byl zvolen profesorem elektrotechniky, respektive aplikované fyziky. Sám i společně s dalšími publikoval velké množství článků o fyzikálních, a zejména elektrických, předmětech. Se svým spolupracovníkem a přítelem Johnem Perrym vynalezl nebo zdokonalil řadu elektrických měřicích přístrojů, včetně ampérmetru se spirálovou pružinou a wattmetru. Roku 1880 společně podali první návrh na vysílací i přijímací stanici pro televizi. Pracovali také na elektrifikaci železnic, vyrobili dynamometr a první elektrickou tříkolku. Právě z této doby pochází zařízení pro změnu rozsahu měřicích přístrojů “Ayrtonův bočník“. Ayrton je také známý svou prací na elektrickém světlometu.

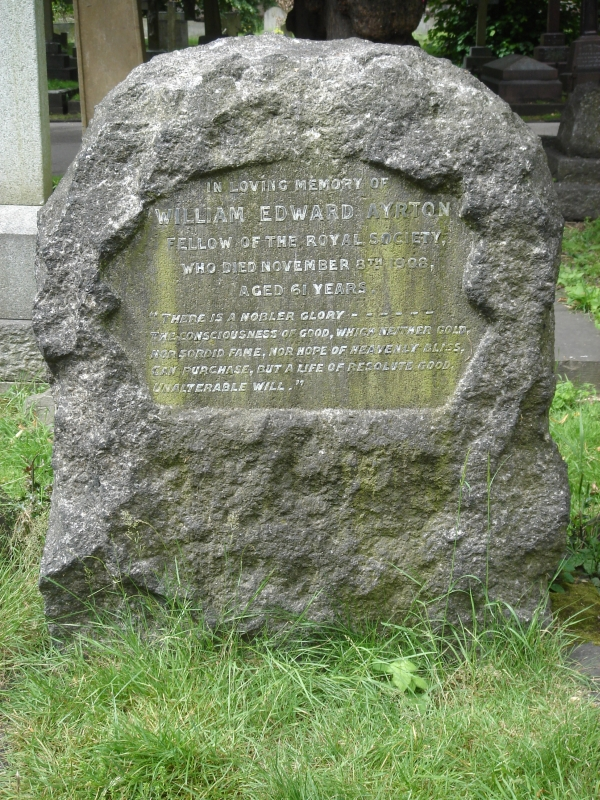
Hrob Willama Ayrtona na hřbitově Brompton (Londýn)

Po smrti své první manželky se Ayrton v roce 1885 znovu oženil. Jeho druhou manželkou se stala Phoebe Sarah Marksová, která navštěvovala jeho přednášky na Technickém institutu. Pomáhala mu s jeho výzkumem a stala se známou (jako Hertha Ayrtonová) pro svou vlastní vědeckou práci o elektrickém oblouku a dalších tématech. V roce 1888 se jim narodila dcera Barbara, která byla pod jménem Barbara Ayrton-Gould známá později jako bojovnice za práva žen a politička.
V roce 1881 byl Ayrton zvolen členem Královské společnosti a v roce 1892 byl zvolen prezidentem Společnosti elektrotechnických inženýrů. V roce 1898 byl členem redakční komise pro první číslo časopisu Science Abstracts vydávaného touto institucí. Pokračoval v publikování svých objevů a vynálezů a do roku 1891 vyšlo asi 70 jeho vědeckých článků a publikací. V roce 1901 mu byla udělena Královská medaile za přínos k elektrotechnice.
Ayrton zemřel 8. listopadu 1908 ve svém domě na Norfolk Square (čtvrť Paddington). Je pohřben na hřbitově Brompton v Londýně.